# Aurelia (Civitavecchia)
Aurelia è una frazione di Civitavecchia, città del litorale laziale nella città metropolitana di Roma Capitale, ed è raggiungibile dalla via Aurelia direzione nord (verso Tarquinia).

## Geografia fisica
La frazione dista circa 5,5 km dal suo capoluogo comunale e sorge in prossimità della caserma dell'11º Reggimento trasmissioni e del nuovo complesso penitenziario.

## Storia
La borgata Aurelia nacque quale nucleo abitativo per personale dirigente, amministrativo e qualificato creato attorno all'industria Prodotti Chimici Nazionali, costituita nel 1926 dalla Aluminium Company of America con capitali italiani, statunitensi, tedeschi ed ebraici. Lo stabilimento di Aurelia doveva operare per la trasformazione della leucite, ricavata dai giacimenti dei monti della Tolfa, in allumina e potassa, secondo i brevetti del fisico e geochimico Gian Alberto Blanc, destinata all'industria aeronautica nazionale.
Nel 1928 fu aperta una stazione della ferrovia Civitavecchia-Orte. Senza traffico dal 1961, è stata parzialmente smantellata.
La frazione è sede parrocchiale: la chiesa, dedicata a san Pietro, appartiene alla diocesi di Civitavecchia-Tarquinia. All'interno è custodito l'affresco La chiamata di san Pietro (1973) dell'artista Gabriella D'Aiuto.